# Contea di Elko
La contea di Elko, in inglese Elko County, è una contea dello Stato del Nevada, negli Stati Uniti. La popolazione al censimento del 2000 era di 48 339 abitanti. Il capoluogo di contea è Elko.
La contea fu creata nel 1869 e prende il nome dall'omonimo capoluogo.

## Geografia fisica
La contea si trova nella parte nord-orientale del Nevada. L'U.S. Census Bureau certifica che l'estensione della contea è di 44556 km², di cui 44494 km² composti da terra e i rimanenti 62 km² composti di acqua.
Il territorio è prevalentemente montuoso, con le montagne di Independence, Ruby e Pequop. All'interno del territorio della contea si sviluppa la catena montuosa del Marys River Range.
La contea comprende anche parte della Riserva Duck Valley, creata per i nativi Shoshoni-Paiute.

### Contee confinanti
- Contea di Humboldt - ovest
- Contea di Lander - sud-ovest
- Contea di Eureka - sud-ovest
- Contea di White Pine - sud
- Contea di Tooele (Utah) - est
- Contea di Box Elder (Utah) - est
- Contea di Cassia (Idaho) - nord-est
- Contea di Twin Falls (Idaho) - nord-est
- Contea di Owyhee (Idaho) - nord

## Comuni

### Città
- Carlin
- Elko (capoluogo)
- Wells
- West Wendover

### Census-designated place
- Jackpot
- Lamoille
- Montello
- Mountain City
- Oasis
- Osino
- Owyhee
- Spring Creek

### Comunità non incorporata
- Contact
- Currie
- Deeth
- Halleck
- Jack Creek
- Jarbidge
- Jiggs
- Lee
- Midas
- North Fork
- Pleasant Valley
- Ryndon
- Shantytown
- South Fork
- Tuscarora
- Twin Bridges
- Welcome
- Wild Horse

### Città fantasma
- Arthur
- Bullion
- Cobre
- Dinner Station
- Hunter
- Metropolis
- Patsville
- Pequop
- San Jacinto
- Shafter